# Kuango
Kuango (Kwango, Cuango) – rzeka w Angoli i Demokratycznej Republice Konga, lewy dopływ rzeki Kasai. Długość ok. 1200 km. Wypływa ze środkowej Angoli, posiada liczne wodospady i progi, żeglowna w środkowym biegu, gdzie stanowi linię graniczną między obydwoma państwami. 
Dopływy Kuango:
- Prawostronne:
  - Kwilu
  - Wamba
- Lewostronne:
  - Cugo
  - Cambo
  - Lui